# 報道特捜プロジェクト
『報道特捜プロジェクト』（ほうどうとくそうプロジェクト）は、日本テレビ（日テレ）で1993年4月から2008年12月20日まで放送された調査報道の報道番組である。
日テレ報道番組部が制作し、毎月1回（第2または第3土曜日）、13:30 - 14:55の枠で日テレ・マイスタジオから生放送を行なっていた。地上波では、関東ローカルであった（ミヤギテレビや静岡第一テレビなど一部系列局でも不定期で放送する場合があった）が、CS放送・日テレNEWS24でも遅れ放送される。

## 概要
行政問題や社会問題、国民年金流用問題など、通常のニュース枠では扱えない問題を扱うことが多かった。
放送を開始して以降、高視聴率を獲得していたが、2008年12月をもって番組は放送を終了した。現在は本番組の特徴を継承したものとして『特命記者』や『「悪い奴らは許さない!」直撃!怒りの告発スペシャル』が不定期に放送されている。

## 名作シリーズ
- 国民年金流用問題 - 世間が知らない社会保険庁の悪行を内部告発を元に徹底取材。
- 悪質クリニックの不正請求疑惑 - かつて横浜市に存在した美容外科の驚くべき実態（その後も改名し営業を続けていたが、経営者は後に詐欺容疑等で警察によって逮捕。経営者である容疑者はスタッフの取材に対し「ぶっ殺してやりたいよ!」などと発言したことが話題となった）。
- 税金の無駄遣い
- 特捜オンブズマン
- 変な信号機 - 変な場所に設置されている信号機を追いかける。
- 放置自転車問題 - 駅前の放置自転車の異常さをレポートする。
- 日本人マナー
- オバサンは怒っている!

ほか

## ご存じ!イマイ
当番組を代表する人気コーナー。別名：イマイが行く。キャッチコピーは「日本一しつこいリダイヤル男」。
特捜記者であるイマイ（今井ディレクター）が、架空請求やその他の詐欺を働いている悪徳企業に対し、執拗に食い下がって違法行為を認めさせるという内容。
朴訥で気弱そうな雰囲気を装いながら、海外にまで追跡取材する姿勢が大いに共感を呼んだ。特にひたすら電話をかけ続ける「再ダイヤル攻撃」は有名。
番組内で利用していた携帯電話は、J-フォンのJ-D06 "graphica"（三菱電機製）。
イマイは実在人物だが、フルネームおよび素顔は非公開となっている。2005年8月に取材記録「イマイと申します。」(ISBN 4478950571)が出版された。
2004年12月20日に放送された『スーパーテレビ特別版』「衝撃!振り込め詐欺恐怖の極悪脅迫軍団」の番組でイマイが出演。全国ネット進出した。
コーナー末期、業者側にもその名が知られるようになり、「イマイ」と名乗るだけで電話を切られてしまうケースが増え、やむなく相棒・スズキが電話を掛けるか（その際、イマイはスズキに指示を送り、その後イマイ本人がスズキに代わって電話をする）、「イワイ」と偽名を名乗ったりしている。
『SMAP×SMAP』や『アドレな!ガレッジ』などのバラエティ番組でのパロディも多い。また、フジテレビで不定期に放送されている特別番組『ついていったらこうなった』で、カンニング竹山がこれと似たような方法で詐欺師と電話で直接話し、詐欺のアジトを探るために海外にも取材に行くという内容を放送している。
取材内容
- VS 架空請求業者
- VS 海外宝くじ詐欺
- VS 指詰めのマサ
- VS 高額懸賞詐欺
- VS 紹介屋詐欺
- VS 謎の高額アルバイト
- VS 融資保証金詐欺

## その他の著名な報道
- 「徹底追跡!謎の街頭募金」 日本ボランティア会募金詐欺問題（2003年6月21日放送、同年7月2日「きょうの出来事」にて再放送）
- 埼玉県議会議員公費買春疑惑（2003年12月13日放送、続編放送予定であったが当事者の抗議により中止）
- 恩寵園事件(1999年9月18日、同年12月18日、2000年1月22日、2008年1月19日放送。)

## 出演者

### キャスター（歴代）
- 鷹西美佳（1993年4月 - 1996年3月、当時日本テレビアナウンサー）
- 井田由美（1996年4月 - 2008年12月、日本テレビ解説委員・日本テレビキャスター担当部長、就任当時は日本テレビアナウンサー）
- 辛坊治郎（当時読売テレビアナウンサー・解説員）
- 平川健太郎（1996年4月 - 、日本テレビアナウンサー）
- 長谷川憲司（当時日本テレビアナウンサー）
- 矢島学（日本テレビアナウンサー）

### レギュラーコメンテーター（歴代）
- 福岡政行（白鷗大学教授）
- 河上和雄（弁護士）
- ゲスト 他1名（秋野暢子、藤吉久美子、山本みどりなど）

### ナレーター
- 玄田哲章
- 梅津秀行

### その他の出演者
- 荻原弘子（当時日本テレビアナウンサー）　「オバサンは怒っている！」コーナーの「オバサンリポーター」。
- 取材ディレクター

かつてキャスターとして出演していた『ズームイン!!SUPER』解説員の辛坊治郎（当時読売テレビ解説員）もコメンテーターとして8年ぶりに出演した（2005年1月22日放送分）。

### スタッフ
- 技術 : 伊東俊哉
- 美術 : 小林俊輔
- 編集技術 : ザ・カラーズ
- 音効 : ユミックス
- 構成 : 藤田亨
- アシスタントプロデューサー : 桜井園子
- ディレクター : 戸井田克彦、鷹柳司、東一彦、豊島一弘、イマイ
- スタジオ演出 : 松井昂史、畑山あゆみ
- 総合演出 : 川邊裕介
- プロデューサー : 滝谷満
- チーフプロデューサー : 智片健二
- 制作協力 : AX-ON（旧：日本テレビエンタープライズ）、The Doors

## 全国ネットでの特番
2005年12月30日にNNN系列全国ネットで「報道特捜プロジェクトスペシャル・怒り爆発!総決算・あなたはこんなにバカにされている」が放送された（放送時間は18:00 - 20:00）。
福澤朗と井田由美が司会。コメンテーターには大竹まこと、麻木久仁子ら数名の著名人およびカンニング竹山やまちゃまちゃなどのお笑い芸人が出演。片山さつきや平沢勝栄ら現役の国会議員も出演した。
2007年1月8日、3月26日、12月25日にも「報道特捜プロジェクト "責任者出て来い!"怒り爆発スペシャル」として19:00 - 20:55の時間帯で放送され高視聴率を獲得した。

## 諸問題

### 捏造疑惑
2007年1月20日の放送内容について、山梨県山中湖村の関係者が「ダム建設に関する報道について、客観性に欠け捏造された疑いがある」として抗議し、日本テレビ側から誠意ある返答がなかったとして2月19日、放送倫理・番組向上機構(BPO)に村長名の苦情申立書を送付した。それに対して日本テレビは3月26日に反論報道を行った。BPOは3月20日の会議で人権侵害に当たらないとして審理の不受理を決定した。

### 「イオンクレジット」と「イオンクレジットサービス」
2007年12月25日のスペシャル版にて、融資保証金詐欺の疑いのある集団について取り扱った（前述のイマイのコーナー）。その際、その集団が使用した名前が「イオンクレジット」であってイオンクレジットサービス株式会社と名称が酷似していることから、イオン社とは関係ないとの案内を放映冒頭でも行なった。しかし、放映を途中から見た視聴者などから問い合わせが殺到、放送翌日に改めて番組公式サイトでイオン社とは関係がないとする文章をそれぞれ公式サイト上で発表した。イオン株式会社も以前から「イオンクレジットと当社は関係がない」と公式サイトに掲載していたが、放送後は「放送のイオンクレジットと当社は関係がない」と公式サイト上で発表した。しかし、それでも問い合わせが絶えず、最終的に日本テレビ側が陳謝するという事態に至った。

### 損害賠償訴訟
2006年3月から2007年1月まで計4回放送された、横浜の美容外科、菅谷クリニックが診療報酬不正請求と医療過誤をしたとの報道は事実無根だとして、院長の美容外科医が提訴した損害賠償訴訟で、横浜地方裁判所は2008年5月22日、「報道の主要部分は真実か、真実と信じる理由がある」として美容外科医側の請求を棄却した。控訴したが2014年12月22日、横浜地検により起訴され、院長の容疑者ら二人を逮捕した。